# Chongqing Corporate Avenue 1
Corporate Avenue 1 est un gratte-ciel de Chongqing, dans le centre de la Chine conçu par le cabinet d'architecture américain Kohn Pedersen Fox. Situé sur les rives du Jialing, il s'agit du plus haut immeuble de Chongqing Tiandi, un vaste ensemble créé ex nihilo dans les années 2010 par le groupe hongkongais Shui On Lands. Le Chongqing Corporate Avenue 2, des mêmes architecte mais de taille plus modeste, lui fait pendant.
Les travaux ont débuté en 2012 et ont repris en 2022 après une période d'interruption. L'immeuble abritera un hôtel ainsi que des bureaux.